# Communauté de communes Cœur de Sologne
La communauté de communes Cœur de Sologne est une communauté de communes française, située dans le département 
de Loir-et-Cher.

## Historique
La communauté de communes Cœur de Sologne a été créée le 1er janvier 2006 par arrêté du 20 décembre 2005.
- 20 décembre 2005 : arrêté préfectoral de constitution de la "Communauté de Communes" dénommée "Cœur de Sologne".
- Février 2006 : installation du conseil communautaire, Hugues Aguettaz sera le premier président de Cœur de Sologne.
- 20 décembre 2006 : modification des statuts par arrêté préfectoral.
- 21 décembre 2007 : modification des statuts par arrêté préfectoral qui reprennent les nouvelles définitions de l'intérêt communautaire.
- 12 avril 2014 : président de la communauté de communes Pascal Goubert de Cauville, maire de Chaumont-sur-Tharonne.
- 4 juin 2020 : nouveau président de la communauté de communes Pascal Bioulac, maire de Lamotte-Beuvron.

## Géographie

### Géographie physique
Située au sud-est du département de Loir-et-Cher, la communauté de communes Cœur de Sologne regroupe 6 communes et présente une superficie de 338,8 km2.

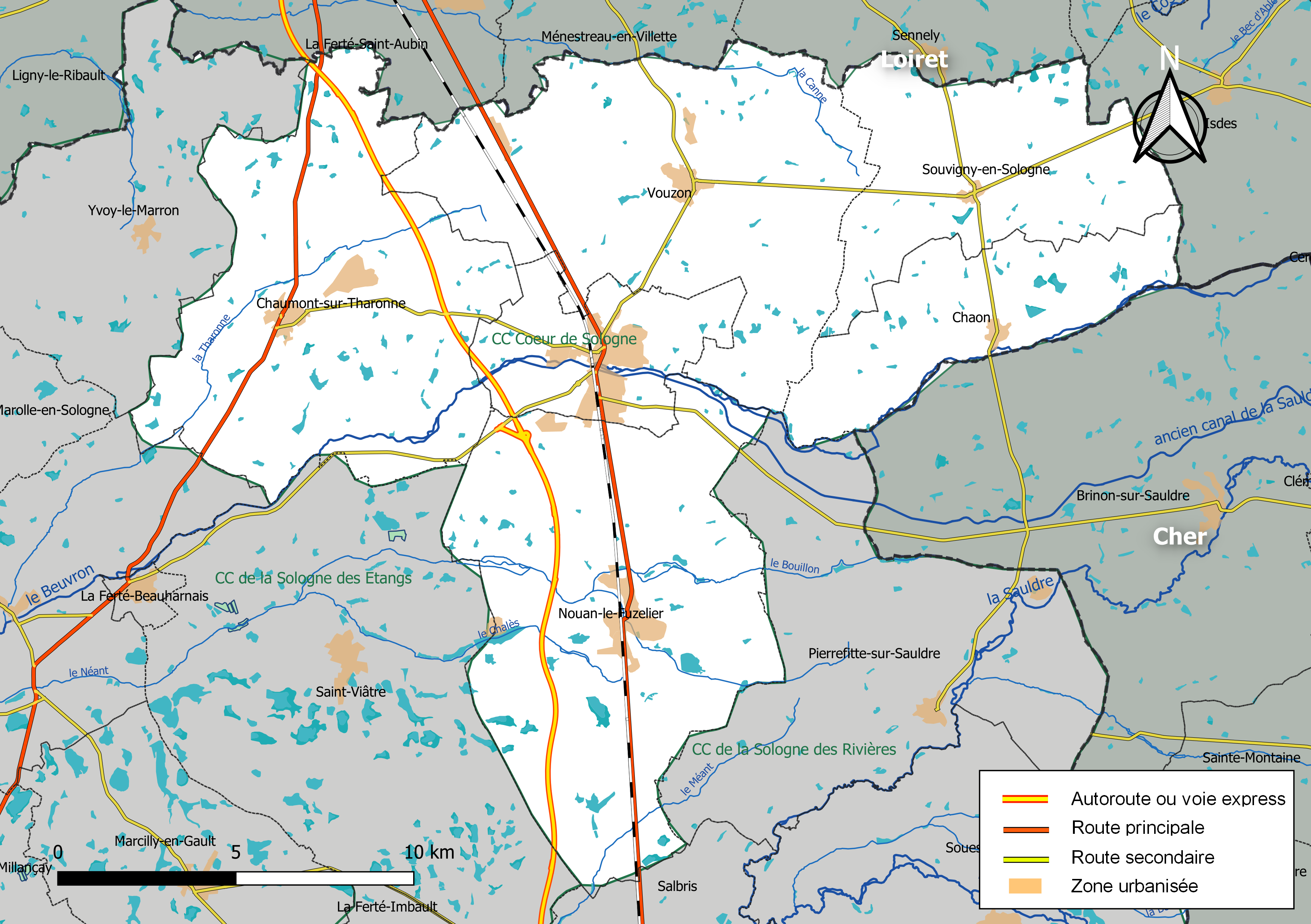
Carte de la communauté de communes Cœur de Sologne au 1er janvier 2019.

### Composition

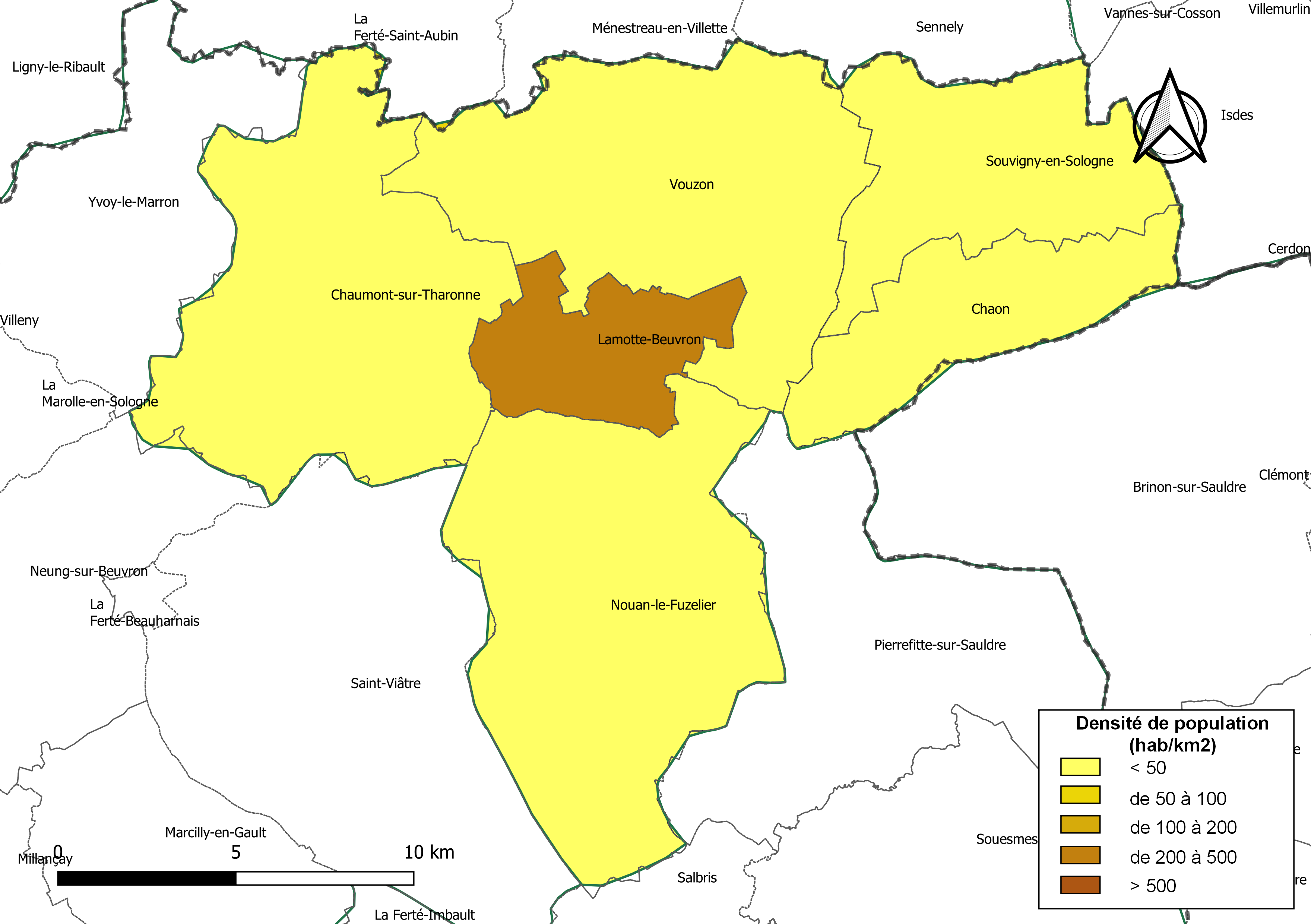
Carte des densités de population (millésimée 2016) des communes de la communauté de communes Cœur de Sologne. Composition en communes au 1er janvier 2019.

La communauté de communes est composée des 6 communes suivantes :

| Nom                     | Code Insee | Gentilé       | Superficie (km2) | Population (dernière pop. légale) | Densité (hab./km2) |
| ----------------------- | ---------- | ------------- | ---------------- | --------------------------------- | ------------------ |
| Lamotte-Beuvron (siège) | 41106      | Lamottois     | 23,34            | 4 519 (2022)                      | 194                |
| Chaon                   | 41036      | Chaonnais     | 31,85            | 440 (2022)                        | 14                 |
| Chaumont-sur-Tharonne   | 41046      | Chaumontais   | 78,33            | 1 045 (2022)                      | 13                 |
| Nouan-le-Fuzelier       | 41161      | Nouannais     | 85,49            | 2 293 (2022)                      | 27                 |
| Souvigny-en-Sologne     | 41251      | Souvignonnais | 41,55            | 509 (2022)                        | 12                 |
| Vouzon                  | 41296      | Vouzonnais    | 78,25            | 1 424 (2022)                      | 18                 |

## Démographie
La communauté de communes Cœur de Sologne rural comptait 10 694 habitants (population légale INSEE) au 1er janvier 2014. La densité de population est de 31,6 hab./km².

### Évolution démographique
| 1968  | 1975  | 1982  | 1990  | 1999  | 2007   | - | - | - |
| ----- | ----- | ----- | ----- | ----- | ------ | - | - | - |
| 8 767 | 9 309 | 9 420 | 9 242 | 9 491 | 10 575 | - | - | - |

## Politique communautaire

### Représentation

#### Présidents de la communauté de communes
| Période                                  | Période  | Identité                   | Étiquette | Qualité                        |
| ---------------------------------------- | -------- | -------------------------- | --------- | ------------------------------ |
| Les données manquantes sont à compléter. |          |                            |           |                                |
| 2006                                     | 2014     | Hugues Aguettaz            |           | maire de Nouan-le-Fuzelier     |
| 2014                                     | 2020     | Pascal Goubert de Cauville | SE        | maire de Chaumont-sur-Tharonne |
| 2020                                     | en cours | Pascal Bioulac             | SE        | maire de Lamotte-Beuvron       |

#### Conseil communautaire
Le conseil communautaire de la communauté de communes se compose de - conseillers pour la mandature 2020-2026, répartis comme suit :
| Nombre de conseillers | Communes                   |
| --------------------- | -------------------------- |
| 11                    | Lamotte-Beuvron            |
| 6                     | Nouan-le-Fuzelier          |
| 4                     | Vouzon                     |
| 3                     | Chaumont-sur-Tharonne      |
| 2                     | Chaon, Souvigny-en-Sologne |

### Identité visuelle
|  | Logo de la Communauté de Communes |

## Pour approfondir

## Sources
- le splaf
- la base aspic